# اشکنان
اشکنان شهری در بخش اشکنان، شهرستان لامرد، استان فارس، ایران است. این شهر در جنوب استان فارس قرار دارد.

## جمعیت
بر پایه سرشماری عمومی نفوس و مسکن در سال ۱۳۹۵ جمعیت این شهر ۹٬۱۱۵ تن (در ۲٬۴۰۶ خانوار) بوده است.

## موقعیت جغرافیایی
این شهر جنوبی در طول جغرافیایی ۳۷ درجه و ۵۳ دقیقه و عرض جغرافیایی ۲۷ درجه و ۱۴ دقیقه واقع شده است. اشکنان از طرف شمال و شرق به بخش مرکزی شهرستان لامرد و از طرف جنوب به شهرستان پارسیان و از طرف شرق و جنوب شرق به شهرستان بستک محدود می‌شود.

## مراکز آموزشی
در حال حاضر آموزش عالی در دانشگاه آزاد و پیام نور در مرکز بخش فعال بوده که پذیرای دانشجویان در رشته‌های مختلف علمی می‌باشد.

## مراکز تفریحی
- آبگرم پاقلات: یکی از چشمه‌های منطقه است که در فاصله ۱۴ کیلومتری از اشکنان و حد فاصل اشکنان-پاقلات قرار گرفته که در تمامی فصول سال میزبان تعداد زیادی از ساکنان منطقه می‌باشد
- منطقهٔ تنگِ‌خور: این منطقه در روستای خشت دارای چشمه‌های آب شیرین بسیاری است. همچنین نخلستان‌های بسیار زیبا از چشم‌اندازهای خوب و دیدنی این منطقه به‌شمار می‌آیند.

منطقهٔ اُوباد: حدفاصل ۲۰ کیلومتری اشکنان-لامرد واقع در روستای کَرِزا که دارای آب گرم همراه با گوگرد بوده که روزانه تعداد زیادی از هموطنان برای تفریح و درمان بیماری‌های عضلانی_مفصلی خود به این منطقه سفر می‌کنند.

## مراکز زیارتی
امام‌زاده بی‌بی ام‌الفَهِمه (ملقب به کُلُو (یعنی چاله آب)): در سمت جنوب غربی روستای پاقلات واقع است. کنار این امام‌زاده چشمه‌ای قرار دارد که از جمله تفریحگاه‌های اهالی این بخش می‌باشد و به علت داشتن مواد معدنی و محیط زیست بکر گردشگران بسیاری را به خود جذب می‌کند.
امام‌زاده میراحمد: از دیگر اماکن زیارتی تفریحی این شهر است که در فصول مختلف به ویژه بهار پذیرای گردشگران زیادی است.
امام‌زاده بی‌بی جلیل: یکی دیگر از بی‌شمار امام‌زاده‌های موجود در شهر که نزدیک به امام‌زاده میرحسن قرار دارد.
امام‌زاده میرحسن: این امام‌زاده که از نوادگان حسن ابن علی می‌باشد در محله اِشکاته واقع است.

## آثار باستانی
آثار باقی‌مانده از آن زمان قلعه خان است. مجموعه علیخانی متشکل از حمام علیخان، مسجد و زیرزمین نیز از آثار قدیمی شهر می‌باشند. پلی که بر روی رودخانه مهران در بخش اشکنان وجود دارد نیز قدمت هزارساله دارد.

## تاریخچه
قدمت شهر اشکنان به ۲۲۸ سال قبل از میلاد مسیح بازمی‌گردد که در آن زمان هوشنگ که اولین پادشاه اشکانیان در جنوب بوده است چند قلعه در اشکنان فعلی ساخت که بعدها تبدیل به‌آبادی گردید. نام قدیم این شهر سودابگرد است ولی به خاطر اتفاقاتی تاریخی از سودابگرد به اشکنان تغییر کرد.

## شغل مردم
شغل مردم شهر اشکنان در بخش کشاورزی و دامداری حدود ۲۵٪ و در بخش‌های خدماتی و صنعتی حدود ۳۰٪ می‌باشد و بقیه در بخش کارمندی و کارگری و عدهٔ زیادی نیز در کشورهای حاشیه خلیج فارس مشغول به کار هستند.

## مردم شناسی
مردم این شهر از قوم اچمی می باشند.و زبان مردم شهر اشکنان اچمی (لاری) است که از گویش‌های به جامانده از پارسی میانه است و دستور زبان خاص خود را دارد و جدا از فارسی است. این زبان مربوط به دوره ساسانیان و پیش از آن می‌باشد.

## غذاها
از غذاهای محلی شهر می‌توان به فَلَزی، کُلو، بَله ماهی، دُلِت و یتیمچه اشاره کرد که هنوز به همان روش‌های قدیم پخت می‌شوند.